# IZArc
IZArc（發音類似"easy-arc"）是一個数据压缩软件，主要用在Microsoft Windows作業系統，由保加利亞程式設計員Ivan Zahariev設計的。此程式屬於免費軟件，但不開放程式碼。除了最常用的檔案格式，如zip、rar、gzip、tar.gz、bzip2、及7z外，IZArc亦支援許多不太常見的格式（共48種）。

## 外部連結
- izarc主頁（页面存档备份，存于）

1. ↑  . 2022年2月9日  [2023年3月23日].